# 六甲船客ターミナル

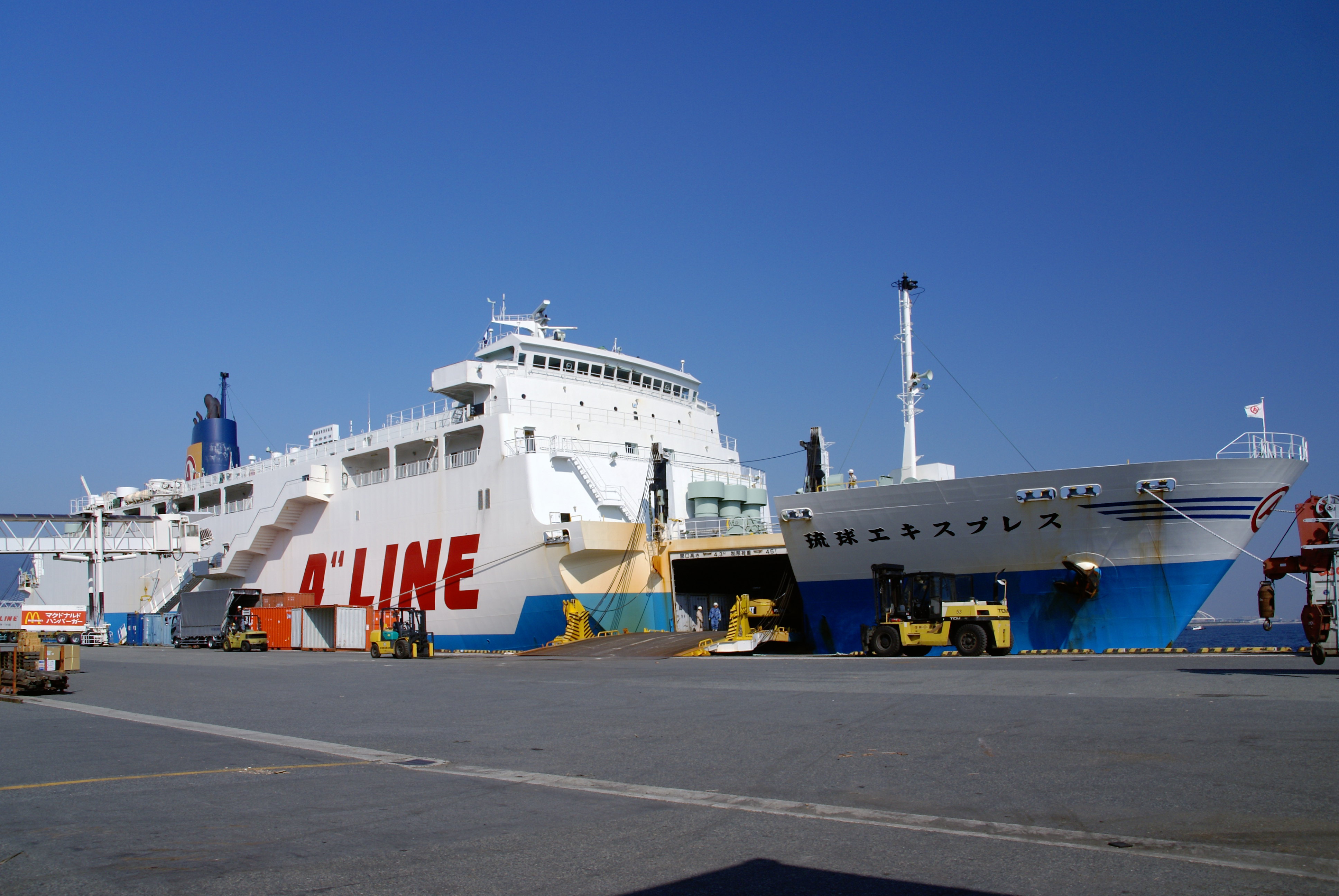
内貿バースに接岸中の「琉球エキスプレス」

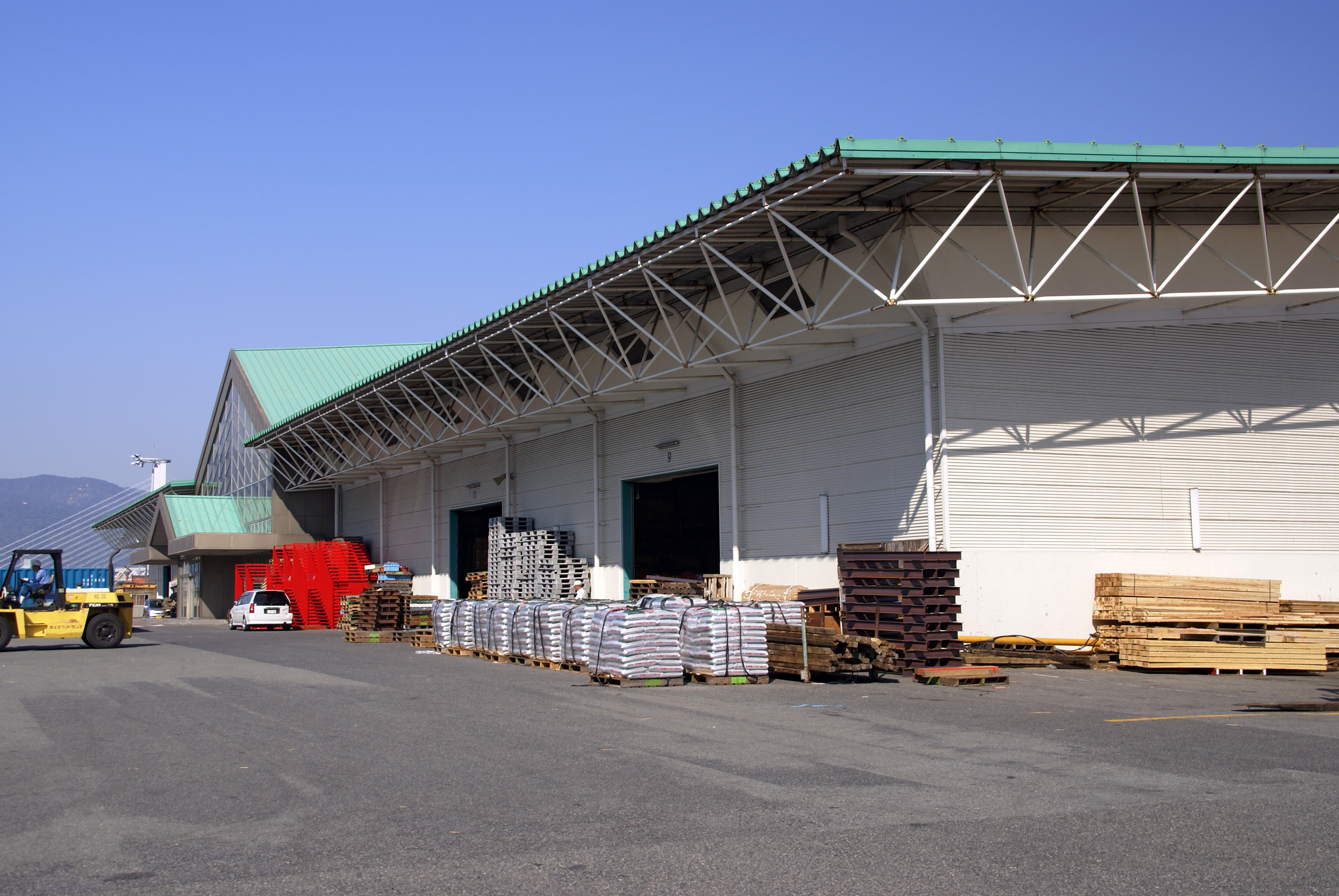
施設の外観。貨物倉庫が併設されている

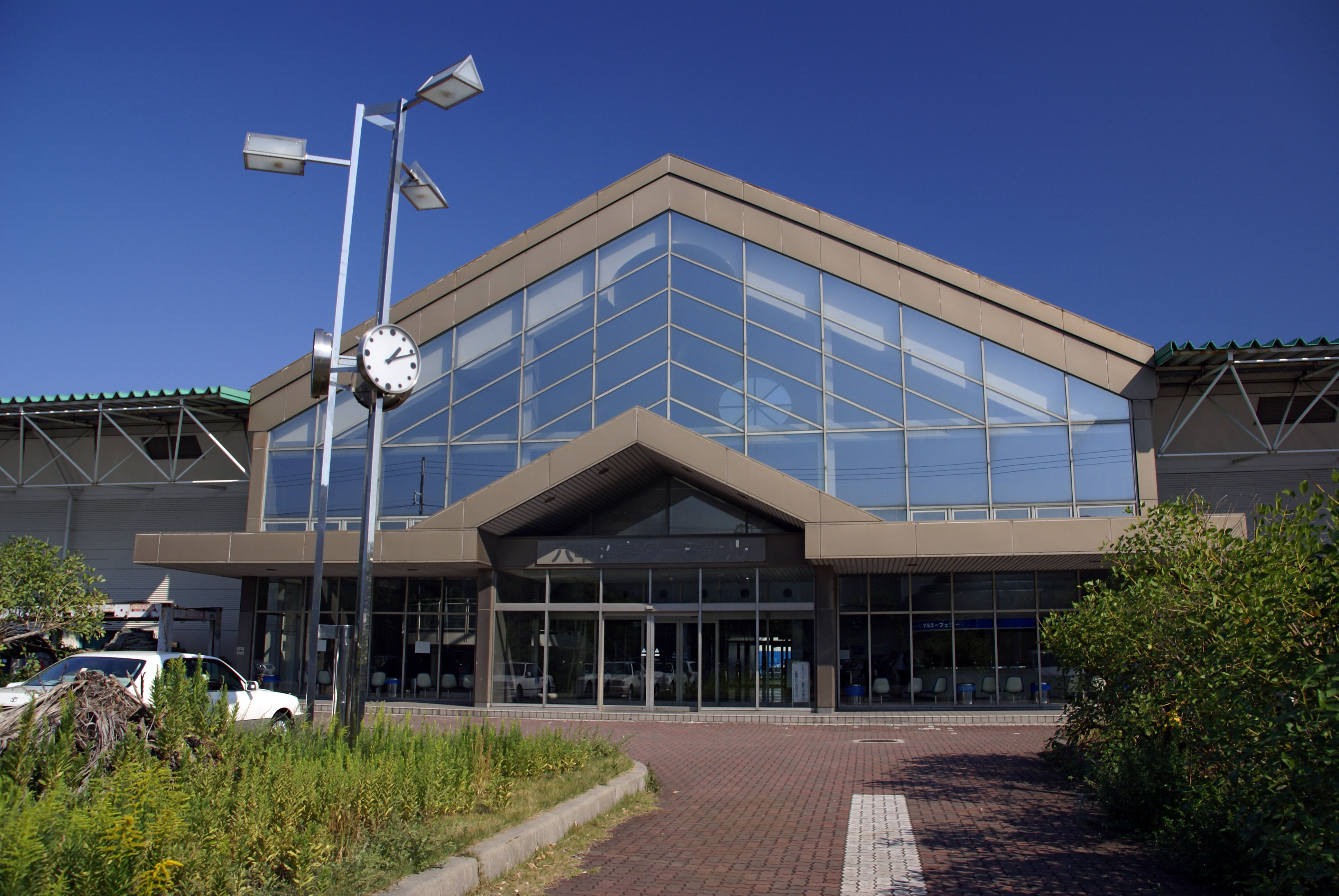
旅客ターミナルの正面

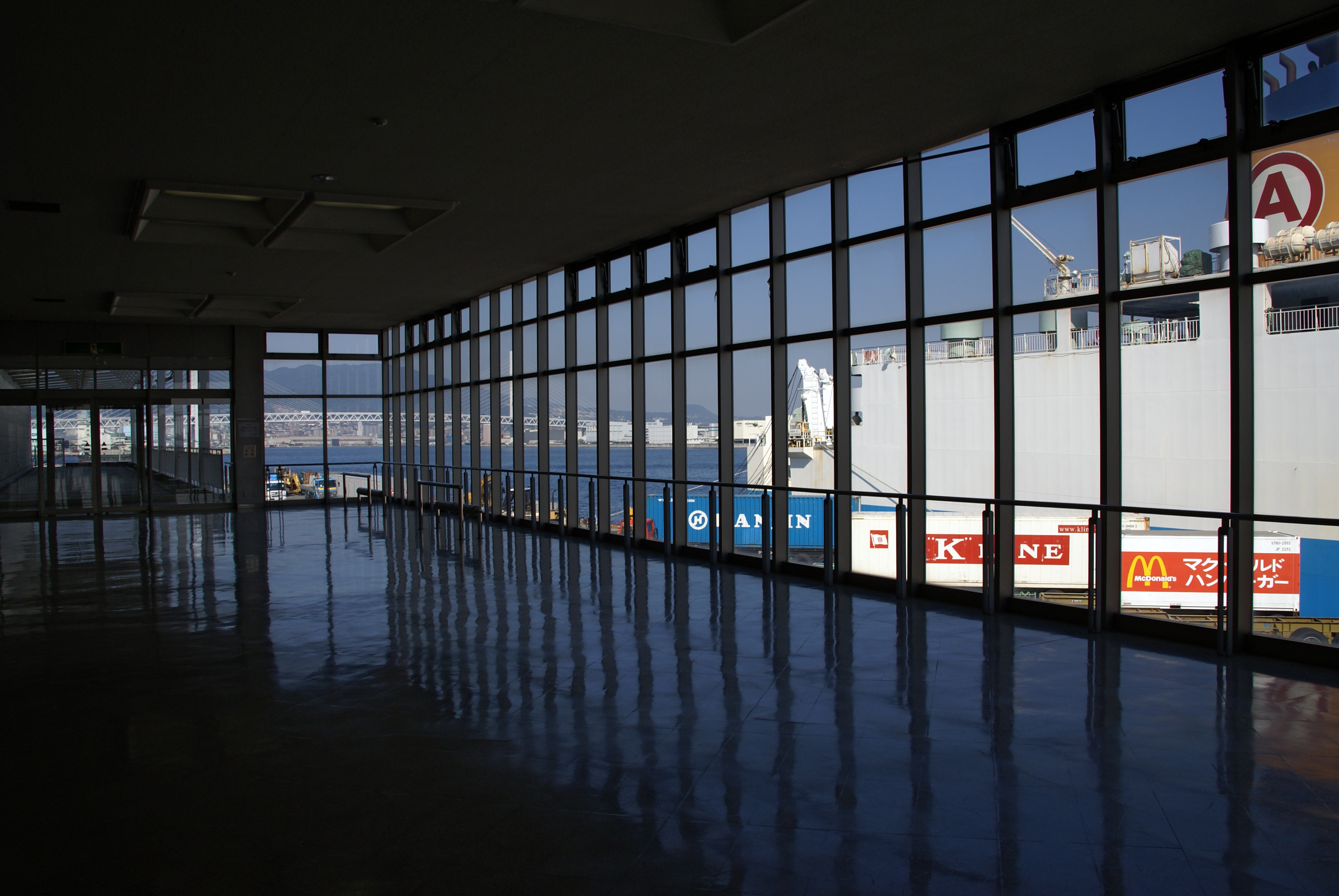
旅客ターミナルの待合室

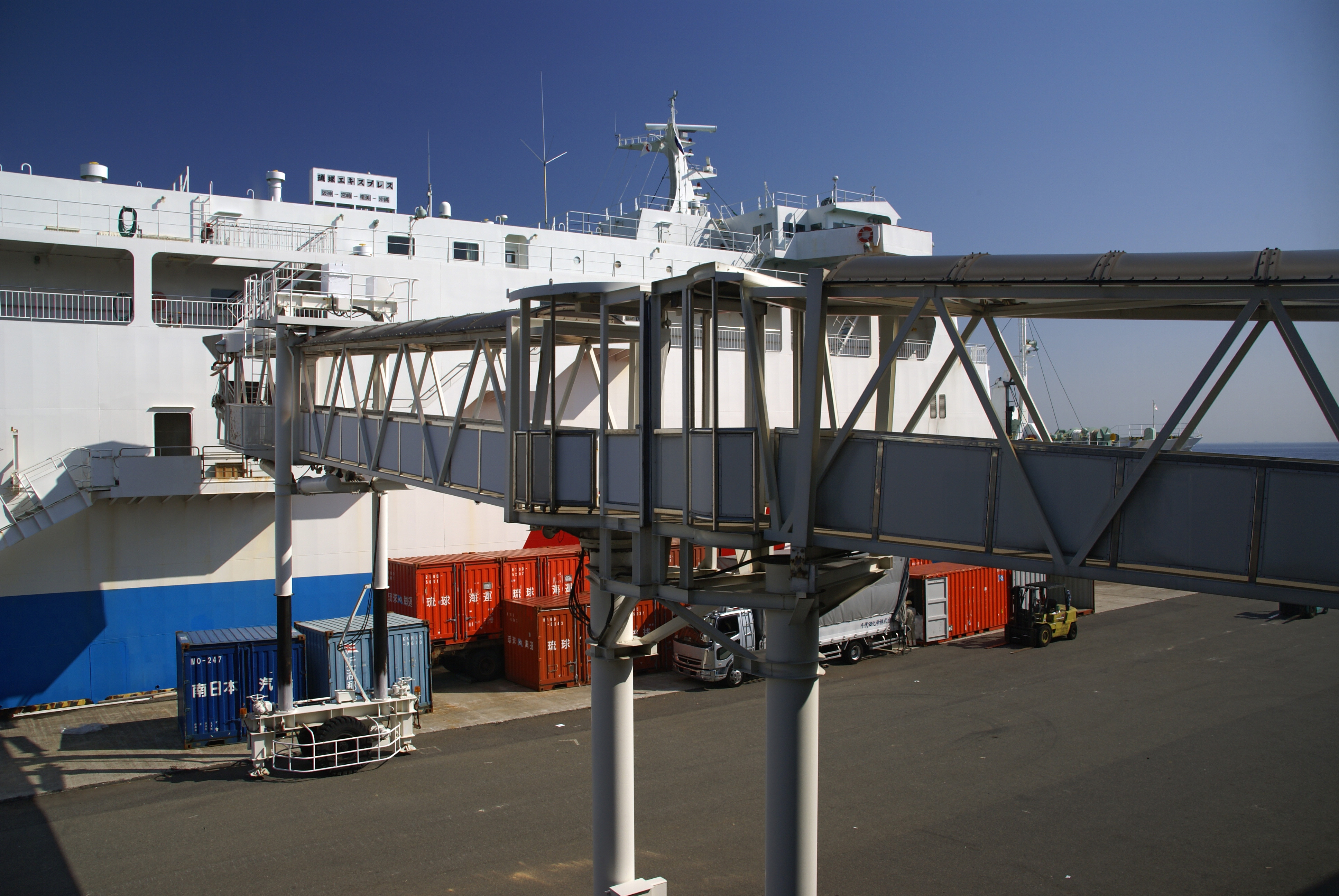
ボーディングブリッジ

六甲船客ターミナル（ろっこうせんきゃくターミナル）は、神戸港に存在したターミナルの一つである。

## 概要
1990年に設置。六甲アイランド北東、六甲アイランドフェリーターミナルがあるフェリーバースの東南隣、トランパーバースの東北隣の「内貿バース」内に位置し旅客ターミナルと貨物倉庫を一体化した施設が設置されていた。
当バースからは、マルエーフェリー（旧 大島運輸）阪神沖縄航路の長距離フェリー「琉球エキスプレス」（6,266トン）や、関西汽船の奄美・沖縄航路が発着していた。
マルエーフェリー阪神航路の旅客営業終了に伴い、2017年10月11日をもって旅客設備を閉鎖。以降は同社のRO-RO船の発着埠頭として引き続き使用されているが、ターミナル本館は2022年に解体され隣接する「六甲アイランドOP上屋」内に事務所機能を移した。

## 定期航路
マルエーフェリー（阪神沖縄航路）
- 神戸港 六甲船客ターミナル - 大阪南港 - 志布志港 - 奄美大島・名瀬港  - 那覇新港 - （本部港）
  - 週1 - 2便を運航。括弧書きは寄港しないことがある。

## 所在地
- 兵庫県神戸市東灘区向洋町（六甲アイランド北東岸）

## 交通
神戸フェリーバスがフェリーの運航にあわせて運行する「連絡バス」が設定されていた。以下の3駅で乗降が可能であり、このうち船客ターミナルからアイランド北口駅までの利用は無料である。なお、経由順序により所要時間は多少異なる。
- 六甲ライナー アイランド北口駅 から連絡バスで約10分。
- 阪神本線 御影駅 から連絡バスで約20 - 30分。
- JR神戸線 住吉駅 から連絡バスで約25分。

## 周辺
- 六甲アイランドフェリーターミナル
- 商船三井さんふらわあビル（旧 ダイヤモンドフェリー・フェリーさんふらわあ神戸本部）

## 近隣の旅客船ターミナル
- 神戸ポートターミナル
- 新港フェリーターミナル
- 高浜旅客ターミナル
- 中突堤旅客ターミナル
- 中突堤中央ターミナル
- 六甲アイランドフェリーターミナル
- 神戸空港海上アクセスターミナル